# Straightenin
Straightenin è un singolo del gruppo statunitense Migos, pubblicato il 14 maggio 2021 come secondo estratto dal loro quarto album in studio Culture III.

## Promozione
Nel mese di marzo 2021, Quavo ha mostrato un'anteprima del video musicale sui social. Il singolo è stato pubblicato il 14 maggio con il video musicale e lo stesso giorno il trio ha annunciando la data di uscita dell'album.

## Controversie
Alcune settimane dopo la pubblicazione del brano, i Migos sono stati accusati pubblicamente dal produttore discografico di Hong Kong, Big Spoon, di aver plagiato il suo singolo intitolato Magic Show 魔術表演 pubblicato nel 2020. Il trio non si è mai espresso riguardo l'accusa.

## Formazione
- Migos – voce
- DJ Durel – produzione, programmazione, registrazione
- Atake – produzione, programmazione
- Sluzyyy – produzione, programmazione
- Slime Castro – produzione, programmazione
- Nuki – produzione, programmazione
- Osiris – produzione, programmazione
- Manny Marroquin – missaggio
- Chris Galland – missaggio
- Jeremie Inhaber – assistenza al missaggio

## Classifiche
| Classifica (2021) | Posizione massima |
| ----------------- | ----------------- |
| Canada            | 43                |
| Francia           | 122               |
| Portogallo        | 170               |
| Regno Unito       | 72                |
| Stati Uniti       | 38                |